# Passo Linguadà
Il passo Linguadà (930 m s.l.m.) è un valico dell'Appennino ligure situato al confine tra le province di Parma e Piacenza, tra i comuni di Bardi e Farini, che mette in comunicazione la val Ceno con la val Nure. Nelle vicinanze si trova Linguadà, località del comune di Bardi.

## Descrizione
Il versante piacentino inizia da Farini, diramandosi dalla strada statale 654 di Val Nure immediatamente a sud di Farini, salendo, poi, per circa 7,5 km fino alla frazione di Groppallo a 925 m s.l.m., durante questo tratto la strada è tortuosa e presenta 11 tornanti. 
Superato Groppallo, la strada prosegue in falsopiano per circa 9 km attraversando le frazioni di Riovalle, da cui parte la strada comunale che valica il monte Santa Franca e conduce al comune di Morfasso, in val d'Arda, Selva di Farini, Bruzzi e Boccolo Noce, dove interseca la strada provinciale 61 di Monecari che, passando per la frazione di Montereggio, funge da collegamento con il vicino passo delle Pianazze, prima di raggiungere il passo, che segna il confine con la provincia di Parma.
Superato il passo, la strada sale leggermente per circa 800 metri raggiungendo, nei pressi della località Bosini la quota più alta, ovvero 950 m s.l.m. Da Bardi la strada sale con una pendenza media più contenuta (2,8 %) attraversando le frazioni di Grezzo, Cerreto, Boccolo de' Tassi, Case Pagani e Case Soprani, prima di raggiungere la località Bosini e, da questa, il passo dopo un tratto in leggera discesa.
Il valico si trova sul tracciato dalla via degli Abati, nella parte di itinerario che conduce da Bobbio a Pontremoli.